# Giovanni Governato
Giovanni Governato, noto anche con lo pseudonimo di Cromatico (Saluzzo, 1889 – Genova, 1951), è stato un pittore, incisore e scultore italiano.
Nato a Saluzzo, ancora bambino segue la famiglia a La Spezia. Dal 1905 frequenta l'Accademia di Belle Arti a Roma ricevendo subito riconoscimenti per le sue qualità artistiche.
Gli anni romani sono fondamentali per la sua formazione artistica, anche per il contatto con Balla, Boccioni e Severini, anch'essi a Roma in quegli anni.
Si avvicina inizialmente alla tecnica divisionista.
Esordisce come xilografo nelle pagine de L'Eroica, rivista fondata a La Spezia nel primo decennio del XX secolo.
E' arruolato durante la prima guerra mondiale ed è decorato .
Al suo rientro partecipa a numerose manifestazioni pittoriche che lo portano ad aderire al movimento futurista del quale diventa un teorico ed esponente, nella corrente dei futuristi di sinistra, spesso denominata anarco-futurista, italiana, appartenendo all'avanguardia del tempo con Giacomo Balla, Umberto Boccioni, Fortunato Depero, Gerardo Dottori, Leonardo Dudreville.

E' anche vicino al poeta futurista Farfa e stringe contatti con Marinetti, che lo ricorda in un suo scritto del 1920. Nello stesso anno organizza alla Spezia una serata futurista presso il teatro Trianon.
Intorno al 1920 alla Spezia dà vita al gruppo del Cenacolo della Zimarra assieme ad altri artisti che lo soprannominano Cromatico per il suo senso del colore. Ne organizza esposizioni al Teatro Trianon.
Nel 1921 è la sua consacrazione con la partecipazione alla mostra Peintres Futuristes Italiens alla Galerie Reinhardt di Parigi.
Con lui espongono Balla, Boccioni, Funi, Sironi, Russolo, Depero, Prampolini ed altri noti artisti.
Nel 1928 riceve l’incarico di decorare la chiesa parrocchiale di Corsara (La Spezia).
Nel 1929 viene imputato, incarcerato e processato per favoreggiamento verso il suo amico Renzo Novatore, poeta ligure antifascista. L'accusa si riferisce alla fornitura, realmente avvenuta, di documenti falsi a Novatore; Governato è assolto grazie alla magistrale difesa durante il processo alla Spezia, condotta dall'avvocato, peraltro iscritto al Fascio, Enzo Toracca, suo amico d'infanzia. Durante il processo riceve la solidarietà di Marinetti.
Nel 1930 dalla Spezia si trasferisce a Genova Nervi, dove realizza al meglio la sua vena artistica: dipinge, scolpisce, incide, sperimenta nuovi linguaggi assemblando nelle sue opere materiali diversi. 
Negli anni Trenta e Quaranta dipinge opere caratterizzate da un acceso cromatismo, da una preparazione ruvida, granulosa, ma anche sottile, in prevalenza paesaggi fortemente contrastati.

Negli anni Cinquanta la sua ricerca lo portò verso l’astrazione.
Fa parte del gruppo genovese della Casana con Ciucci, Scanavino, Borella, Gambetti ed altri.
Muore nel 1951. Risiedeva a Capolungo, frazione di Nervi, nel cui parco, in via Anita Garibaldi, è stata apposta una targa per ricordare l’artista che lì aveva a lungo lavorato.
Nel 1984 Miria Governato, figlia dell'artista, ha fatto dono di un numero consistente di opere al Museo d’Arte contemporanea di Villa Croce.
Altre sue opere anche presso il museo di Portovenere.